# Otocarpus virgatus
Otocarpus virgatus är en korsblommig växtart som beskrevs av Michel Charles Durieu de Maisonneuve. Otocarpus virgatus ingår i släktet Otocarpus och familjen korsblommiga växter. Inga underarter finns listade i Catalogue of Life.